# Nouvelle Action royaliste
La Nouvelle Action royaliste (NAR) — initialement appelée Nouvelle Action française — est un mouvement politique français, fondé en 1971. Elle défend l’orléanisme et la monarchie constitutionnelle.

## Histoire

### Fondation
Après la Seconde Guerre mondiale, le courant monarchiste français est sclérosé par l'interdiction de l’Action française de Charles Maurras et un passé pétainiste. L'indépendance de l'Algérie représente une défaite pour l'Action française et marque la nouvelle génération militante. La récupération de Mai 68 accentue les tensions intra-organisationnelles. La Restauration nationale dirigée par Pierre Pujo et Pierre Juhel est vivement critiquée par Bertrand Renouvin qui la qualifie de « stalinienne ». Les jeunes d'Action française créent les Dossiers d'Action française et lancent une campagne de réabonnement pour tenter de redynamiser et « donner à la vieille maison une plus grande flexibilité ». Un numéro de L'AF Université est censuré et certains rédacteurs sont expulsés.
En avril 1971, de jeunes contestataires, dont Yvan Aumont, responsable d'une section parisienne, Gérard Leclerc, Yves Lemaignen, Bertrand Renouvin, responsable des étudiants de la rive gauche, Jean Toublanc et Georges-Paul Wagner, quittent la Restauration nationale (RN) — qui a succédé au mouvement de Maurras — pour fonder la Nouvelle Action française (NAF), qui deviendra en 1978 la Nouvelle Action royaliste (NAR). Lors de la première réunion publique de la NAF le 18 avril 1971, Patrice Bertin dénonce la démocratie et le conservatisme comme ennemis de l'Action française. Quelques jours plus tard, il écrit :

« L'Action française ne sera jamais un musée Charles Maurras, fermé le dimanche et les jours fériés, ni un mouvement d’anciens combattants, de guerres plus ou moins lointaines et plus ou moins perdues. Nous sommes des « révolutionnaires » : notre but est de détruire la République par tous les moyens. »

Revendiquant le passé de résistant de Jacques Renouvin, ces scissionnistes emportent avec eux deux publications dont ils avaient la propriété : L'AF Université (AFU) et les Dossiers d'Action française (DAF). La création de la NAF revêt une « aura révolutionnaire exaltée ».
D'après les témoignages récoltés par l'historien Humberto Cucchetti, la NAF serait le résultat d'une quête de réforme organisationnelle de la Restauration nationale souhaitée par Georges-Paul Wagner et d'une interprétation romantico-utopiste de Maurras portée par Gérard Leclerc, Patrice Bertin et Bertrand Renouvin.
En réaction à cette dissidence, les médias, les publications militantes et la grande presse commentent l'événement comme une rupture « gauchisante » voire l'émergence d'un mao-maurrassisme,. Ces accusations sont surtout dues au « refus de la NAF de condamner le gauchisme, en bloc, sans nuances ». La NAF préfère développer un maurrassisme radical débarrassé du conservatisme contemporain et insister sur une interprétation socialiste de Charles Maurras. Les jeunes membres s'efforcent de contacter des personnalités politiques et intellectuelles hors du champ de la droite radicale et parviennent à entrer en contact avec Maurice Clavel par l'intermédiaire de Pierre Boutang,.

### Débuts et dissensions

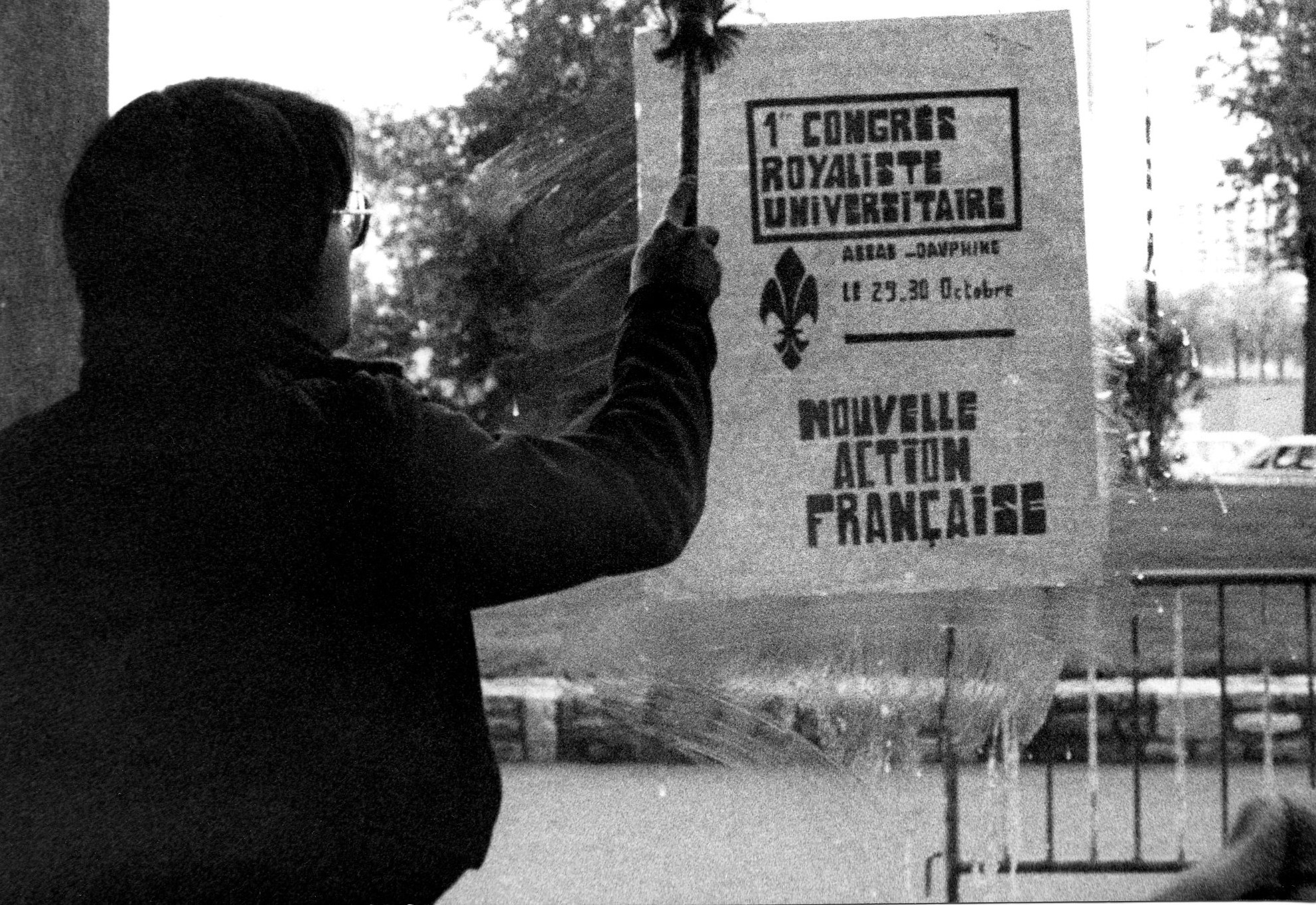
Un militant colle une affiche dans le hall de la Maison de la Radio pour le premier congrès royaliste universitaire programmé le 29 et 30 octobre 1971.

Le 22 décembre 1971, Arnaud Fabre, rédacteur en chef du journal Nouvelle Action française, publie une lettre ouverte à Maurice Clavel en guise de soutien. La NAF ajoute quatre de ses ouvrages à la librairie et publie des extraits de Combats de la Résistance à la Révolution. En parallèle, la NAF soutient différents mouvements de grève dont celui de l'usine Lip mais n'en condamne pas moins le gauchisme et l'idéal libertaire.
En 1972, le « complot des barboteuses » est une première scission des éléments les plus jeunes, déçus par l'essoufflement de la prise de pouvoir irréalisée. Parmi les défections, celle tout de même de Patrice Bertin qui condamne « l’orientation droitiste et militariste que prend l’organisation » après la promotion de Nicolas Kayanakis comme cadre de la NAF.
En 1973, plusieurs des dirigeants de la Nouvelle Action française (Kayanakis, Toublanc, Wagner) démissionnent, reprochant aux autres le « gaullisme » du mouvement.
Pierre Boutang écrit pour le journal de la NAF sous le pseudonyme d'Arthez.
Dans la décennie, des luttes idéologiques opposent la Nouvelle Action française au GRECE, ou Nouvelle Droite, et à son expression partielle, le Front national, qui compte également des monarchistes.

### Élection présidentielle de 1974

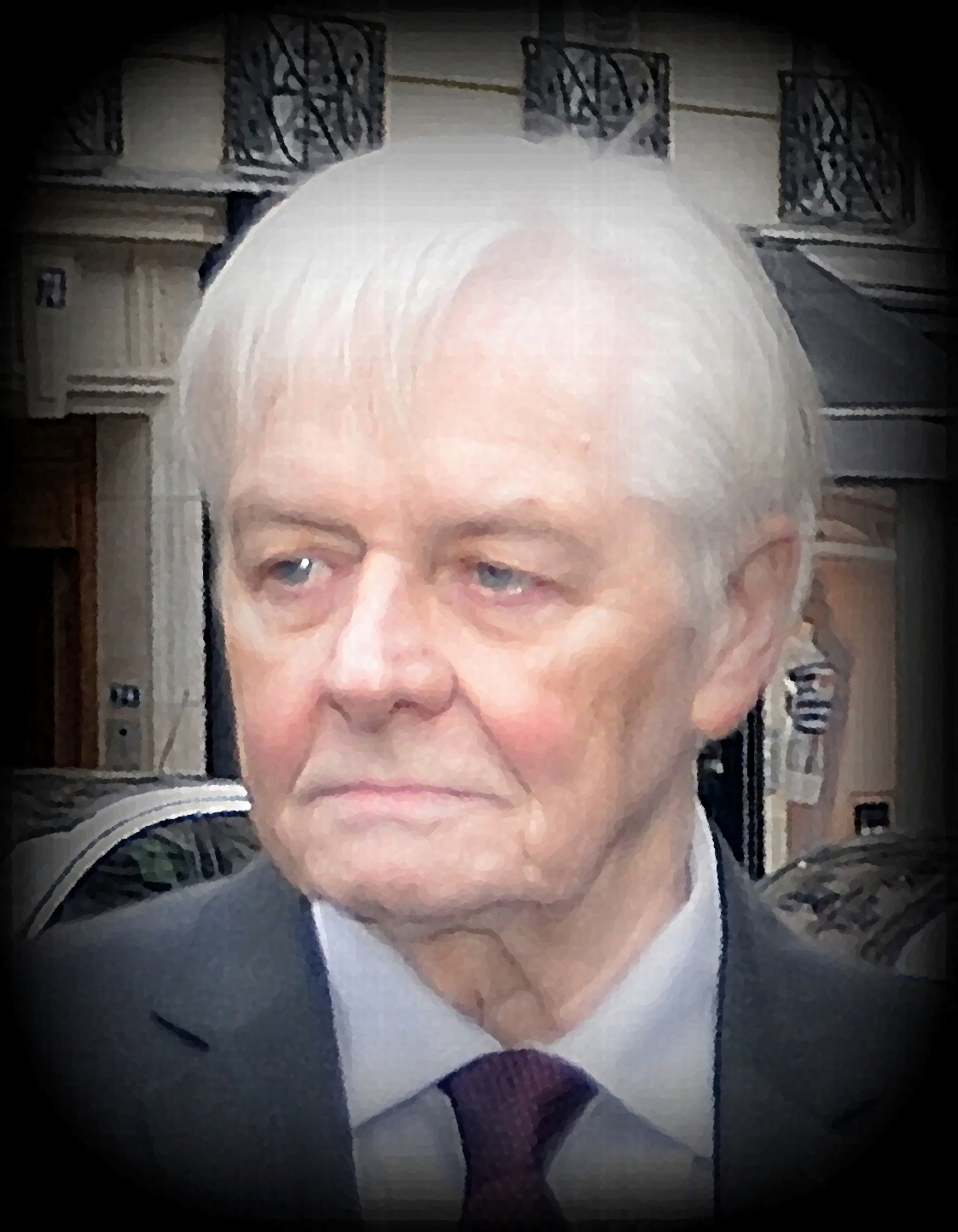
Bertrand Renouvin (ici en 2016), dirigeant de la Nouvelle Action française et candidat à l’élection présidentielle de 1974.

La Nouvelle Action française présente la candidature de Bertrand Renouvin à l'élection présidentielle de 1974. Benjamin des candidats à 31 ans, celui-ci se démarque des milieux monarchistes traditionnels et insiste principalement sur l'indépendance de l'État vis-à-vis des partis et des puissances financières, ainsi que sur les libertés publiques. Au premier tour, il finit en dixième position (sur douze), avec 43 722 voix, soit 0,17 % des suffrages exprimés.
Le faible score de Renouvin à la présidentielle accroit les tensions au sein du parti du fait de ses attaques répétées contre les droites dont Giscard d'Estaing et son refus d'appeler au barrage contre Mitterrand.

« [...] Nous refusons de mettre au ban de la nation un Parti communiste dont les électeurs sont infiniment plus patriotes que MM. Lecanuet et Brigneau. »

— Bertrand Renouvin
En 1974, le psycho-sociologue grenoblois Michel Michel prend ses distances de la NAF tout en tendant à réactualiser Si le coup de force est possible de Charles Maurras. Il est finalement exclu et fonde le Comité provisoire de coordination des opérations royalistes avec plusieurs autres militants exclus de Paris, Grenoble et Tours.

### Activités postérieures et déclin du militantisme

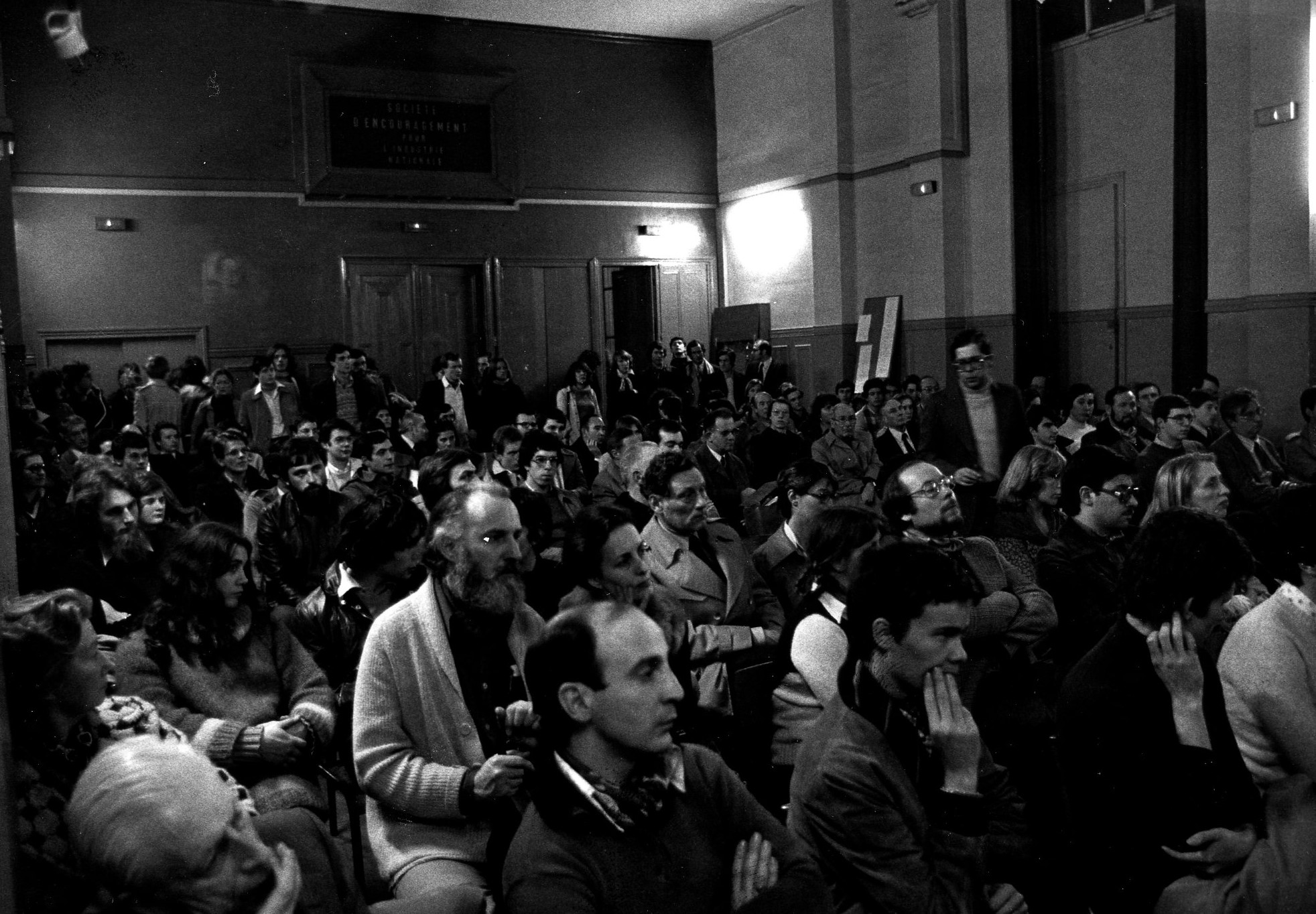
Débat organisé par l’Appel, le Parti socialiste et la Nouvelle Action française le 17 mars 1975, rue de Rennes, sur le thème de l’indépendance nationale.

Le mouvement présente des listes aux élections municipales de 1977 à Paris et huit candidats aux élections législatives de 1978.
Désireux d'ancrer durablement la NAF à gauche, Bertrand Renouvin décide renommer le parti en « Nouvelle Action royaliste » en 1978. La nouvelle formation soutient François Mitterrand à l’élection présidentielle de 1981. La nomination de Bertrand Renouvin au Conseil économique et social par le président Mitterrand permet à la NAR d'accroître son audience. Du point de vue intellectuel, le lien avec le maurrassisme s'étiole puis disparait.
En 2002, la Nouvelle Action royaliste a deux représentants au bureau du Pôle républicain, appui de la candidature de Jean-Pierre Chevènement à l’élection présidentielle ; mais le mouvement rompt tout lien avec celui-ci lorsqu’il se rallie à la gauche pour les élections législatives qui suivent. Le parti défend le « non » au référendum sur le traité établissant une Constitution pour l'Europe. Pour l’élection présidentielle de 2007, la NAR appelle au vote blanc aux deux tours. En 2012, elle soutient Nicolas Dupont-Aignan au premier tour et François Hollande au second. Cinq ans plus tard, elle se prononce à nouveau pour Nicolas Dupont-Aignan au premier tour, puis pour le vote blanc au second tour,.

## Ligne politique
Orléaniste, la Nouvelle Action royaliste souhaite l'instauration d'une monarchie constitutionnelle en France sur le modèle des monarchies européennes contemporaines, au motif que les rois incarneraient la continuité, l’arbitrage et l'unité. Ils considèrent qu'un monarque est le mieux placé pour défendre l'intérêt général dans la mesure où son pouvoir n'est pas soumis aux vicissitudes de l'élection et des oppositions partisanes. Les membres de la NAR disent réfuter la distinction traditionnelle entre monarchie et république, voulant être à la fois les héritiers de Jean Bodin et des « monarchiens » de la Révolution française (soutiens de la Déclaration des droits de l’homme et du citoyen et de la Constitution du 3 septembre 1791).
Les adhérents de la NAR sont souvent qualifiés de royalistes de gauche. Le mouvement est keynésien en économie et s’oppose à l’atlantisme en politique étrangère, se rapprochant ainsi des gaullistes de gauche. Par ailleurs, la formation s’engage dans des collectifs de lutte contre la xénophobie et milite dès les années 1980 pour le droit de vote des étrangers au niveau local.

## Affiliation et structures associées
Sur le plan international, la NAR est membre de la Conférence monarchiste internationale (CMI).
Lancé en 1971, l'organe officiel du mouvement s'appelle successivement Nouvelle Action française (1971-1975), NAF hebdo (1975-1977) et Royaliste (depuis 1977), cette évolution montrant la volonté de s'affranchir de l'héritage maurrassien. Ses autres publications étaient Arsenal et le Lys rouge (revue trimestrielle lancée en novembre 1976).